# Strongylosoma apexgaleae
Strongylosoma apexgaleae är en mångfotingart som beskrevs av Henri W. Brölemann 1902. Strongylosoma apexgaleae ingår i släktet Strongylosoma och familjen orangeridubbelfotingar. Inga underarter finns listade i Catalogue of Life.